# Andrei Ionescu
Andrei Ionescu (Craiova, 1988. március 29. –) román labdarúgó.

## Pályafutása

### Klubcsapatokban
Karrierjét szülővárosában, a helyi Universitatea Craiova csapatánál kezdte el. A 2004–05-ös szezonban a holland PSV Eindhoven akadémiáján nevelkedett. 2005-ben hazatért Romániába, és nevelőegyesületénél írta alá első profi szerződését. Az első osztályban 2006. augusztus 27-én mutatkozott be, a Dinamo București ellen. 2008-ban a patinás Steaua București csapatához szerződött.
2008. augusztus 24-én ötéves szerződést írt alá. A nemzetközi kupaporondon 2009. július 16-án az Újpest ellen debütált. 2010-ben a Politehnica Iaşi csapatánál szerepelt kölcsönben. 2011 júniusában távozott a Steauától.
2011. augusztus 31-én a belga másodosztályú Royal Antwerp igazolta le. Az itt eltöltött egy szezon alatt 23 mérkőzésen egyszer volt eredményes.
2012. augusztus 30-án a Ferencvároshoz szerződött. Ricardo Monizzal, az FTC trénerével, 2004-ben a PSV akadémiáján már dolgozhatott együtt.

### Válogatottban
A román U19-es labdarúgó-válogatottban 2006 szeptemberében Belgium ellen, az U21-es válogatottban 2006 februárjában  Törökország ellen debütált.

## Sikerei, díjai
Ferencvárosi TC
- Magyar-ligakupa-győztes: 2013

## Fordítás
- Ez a szócikk részben vagy egészben  az   Andrei Ionescu című angol Wikipédia-szócikk ezen változatának fordításán alapul.  Az eredeti cikk szerkesztőit annak laptörténete sorolja fel. Ez a jelzés csupán a megfogalmazás eredetét és a szerzői jogokat jelzi, nem szolgál a cikkben szereplő információk forrásmegjelöléseként.